# Coke La Rock

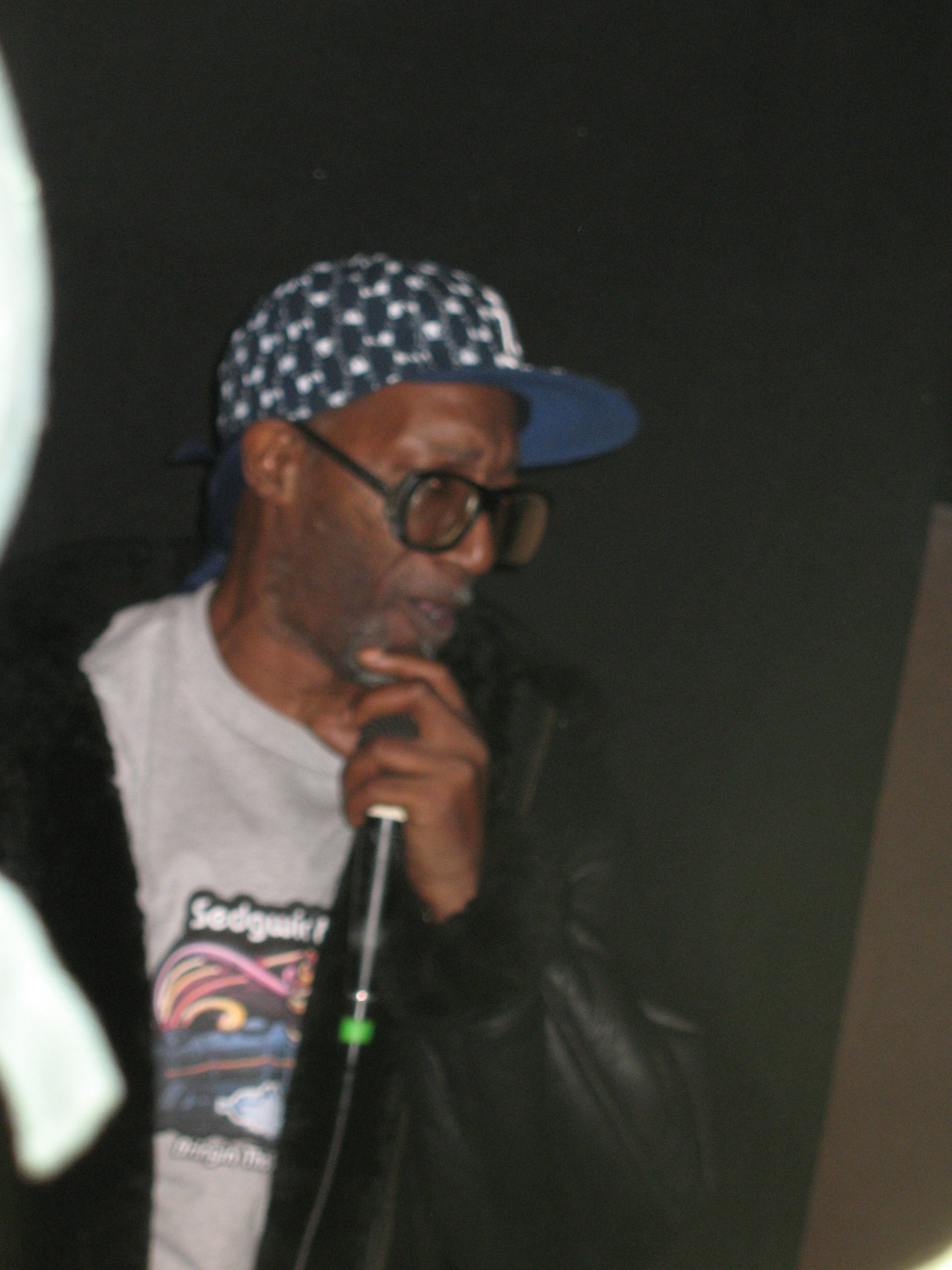
Coke La Rock (2009)

Coke La Rock (* 24. April 1955 in New York) ist ein Pionier des Rap/Hip-Hop in der Bronx der 1970er Jahre, der zuweilen als „erster MC“ oder „erster Rapper“ bezeichnet wird, was sich aber nicht exakt klären lässt.

## Karriere
Er war der MC des ersten New Yorker DJs des Old School Raps, des „Father of Hip Hop“ Kool DJ Herc, der Proto-Rap-Ideen wie das Toasting aus seiner jamaikanischen Heimat in die USA mitbrachte. Mit der Gruppe Herculoids rappte La Rock ab 1973 auf Block Partys und Clubs in der Bronx und erfand nach eigenen Angaben Standardreime wie „You rock!..and dooon't stop“ oder „Hotel, Motel, we don't tell“, die in Sugarhill Gangs „Rapper’s Delight“ einfach ohne zu fragen übernommen wurden. Schon zu dieser Zeit Ende der 1970er Jahre verschwand La Rock völlig in der Versenkung und machte nie das große Geld.
2010 war er nach langer Zeit mal wieder in der Presse, als er in die „Counterculture Hall of Fame“ aufgenommen wurde.